# Формис
Формис (Грчки: Φόρμις; активан око. 478. пре нове ере) био је један од зачетника грчке комедије, или једног засебног облика комедије. 
Аристотел га је идентификовао као једног од зачетника комедије, заједно са Епихармом са Коса. За њега се причало да је први представио глумце са хаљинама које сежу до чланака и да је украсио сцену кожом обојеном у љубичасто - што је вероватно била драперију.

## Преживјели наслови и фрагменти
Енциклопедија Суда наводи списак његових комедија:
- Admetus
- Alcinous
- Alcyone
- Atalante
- Cepheus (или Кефалија)
- Hippos (Коњ)
- Iliou Porthesis (Похара Троје)
- Perseus